# Freddie Goodwin
Freddie Goodwin (Heywood, 28 giugno 1933 – Gig Harbor, 19 febbraio 2016) è stato un dirigente sportivo, allenatore di calcio, calciatore e crickettista inglese.

## Biografia
Oltre ad essere stato calciatore ed allenatore, divenne presidente del Minnesota Kicks. Lasciato il mondo del calcio divenne direttore di un'agenzia di viaggi nello stato di Washington, negli Stati Uniti d'America. É morto di cancro a Gig Harbor.

## Carriera sportiva

### Calciatore
Cresciuto nelle giovanili del Manchester Utd entra a far parte della rosa della prima squadra dalla 1954-1955, esordendo nel novembre 1954 nella vittoria casalinga contro l'Arsenal, chiusa al quinto posto finale. Nella sua militanza con lo United, Goodwin ha vinto due campionati e la FA Charity Shield 1957, giocata da titolare. Nel febbraio 1958, non essendo stato convocato per la gara di ritorno della Coppa dei Campioni 1957-1958 contro lo Stella Rossa di Belgrado, non fu coinvolto nel cosiddetto disastro aereo di Monaco di Baviera, che causò la morte, tra gli altri, di otto giocatori del Manchester.
Nel marzo 1960 passa al Leeds Utd, con cui retrocede in cadetteria al termine della First Division 1959-1960. Con il Leeds gioca quattro stagioni in cadetteria, vincendo ed ottenendo la promozione al termine della Second Division 1963-1964.
Nel 1965 diventa l'allenatore-giocatore del Scunthorpe Utd, ottenendo il quarto posto della Third Division 1965-1966.
Nell'estate 1967 si trasferisce negli Stati Uniti d'America per divenire allenatore-giocatore del New York Generals, con cui ottiene il terzo posto dell'Eastern Division della NPSL.
L'anno seguente, la prima della lega nordamericana NASL, ottiene il terzo posto dell'Atlantic Division.

### Allenatore
Terminata l'esperienza americana, diventa l'allenatore del Brighton, con cui ottiene il dodicesimo posto della Third Division 1968-1969.
Dal 1970 al 1975 diventa l'allenatore dei cadetti del Birmingham City. Con il Birmingham ottiene il secondo posto della Second Division 1971-1972, ottenendo la promozione in massima serie.
Nella prima stagione in massima serie, ottiene il decimo posto in campionato. Goodwin allenò il Birmingham nella massima serie inglese sino 1975.
Dal 1976 diventa l'allenatore dei Minnesota Kicks, franchigia militante nella North American Soccer League. Nella stagione d'esordio raggiunge la finale del torneo, persa contro il Toronto Metros-Croatia. Rimasto alla guida dei Kicks sino al 1981 ad esclusione della stagione 1979, raggiungerà con il suo club in tutte le stagioni i quarti di finali del torneo.

### Crickettista
Oltre al calcio, si dedicò al cricket, giocando per il Lancashire nella County Championship.

## Palmarès
- Campionato inglese: 2

Manchester United: 1955-1956, 1956-1957
- Charity Shield: 1

Manchester United: 1957
- Second Division: 1

Leeds United: 1963-1964